# Podocopida
A Podocopida a kagylósrákok (Ostracoda) Podocopa alosztályának egyik rendje.

## Jellemzők
A Podocopidák általános jellemző a következők:
- anteroventralis nyílás nélküli carapax
- laposabb ventralis oldal
- a száj körül a teknők sarkai befelé hajolnak, egymást átfedik, amikor a carapax zárul
- a teknők eltérő méretűek, általában a bal oldali a nagyobb
- a belső lemez periferiális része mindig elmeszesedik és nagy részben összenő a külső lemezzel
- a középső izombenyomatok kevéssel a teknők középpontja előtt helyezkednek el. A hegek száma kicsi, elrendezésük és alakjuk változó.
- a zárosperem általában erősen fejlett
- gyakoriak a szem-foltok
- az antennulák és antennák erősen fejlettek, alapvetően a mozgásban van szerepük és vagy úszáshoz vagy kúszáshoz alkalmazkodtak
- az antennák exopoditja meglehetősen kezedteleges a többi csoporthoz viszonyítva
- a mandibuláris tapogató négyrészű, általában a protopodit második podomérje és a háromrészű endopodit alkotja

## Rendszertan
Számos recens és fosszilis faj tartozik ide. Képviselőik tengeriek, brakkvíziek illetve édesvíziek.
Az alábbi osztályok tartoznak ide:
- Cytherinae – főként tengeri, de lehetnek brakkvízi formák is
- Hemicytherinae – tengeri formák
- Trachyleberidinae – tengeri formák
- Cytherettinae – tengeri formák
- Microcytherinae – tengeri formák
- Cytherideinae – főleg brakkvízi, de előfordulnak tengeri és édesvízi formák is
- Cytherurinae – brakkvízi és tengeri formák
- Loxoconchinae – főleg tengeri formák, de lehetnek brakkvíziek is
- Limnocytherinae – édesvíziek
- Bythocytherinae – tengeri formák
- Paradoxostominae – tengeri formák
- Xestoleberidinae – tengeri formák
- Entocytherinae – tengeri formák